# Seizure and Desist
Seizure and Desist è il secondo singolo discografico del gruppo musicale hardcore punk statunitense Dead Cross, pubblicato il 18 giugno 2017 dalla Ipecac Recordings, come secondo singolo estratto dall'album eponimo al nome del gruppo.

## Descrizione

### Video musicale
Il video musicale è stato diretto da Eric Livingston. Si tratta di un video con un'animazione a passo uno (o più semplicemente nota come stop-motion) dove sono presenti degli scheletri e dei medici della peste che, tramite la tortura, rimuovono gli strati di pelle a persone di fama mondiale tipo Donald Trump, arrivando fino alle divinità – come Gesù – e ai clericali ecclesiastici.

## Tracce
Testi di Mike Patton, musiche di Dave Lombardo, Justin Pearson e Michael Crain.
1. Seizure and Desist – 2:38

## Formazione
- Mike Patton - voce
- Justin Pearson - chitarra elettrica
- Michael Crain - basso elettrico
- Dave Lombardo - batteria